# Kayışlar, Saruhanlı
Kayışlar là một xã thuộc huyện Saruhanlı, tỉnh Manisa, Thổ Nhĩ Kỳ. Dân số thời điểm năm 2011 là 535 người.